# Kristal Abazaj
Kristal Abazaj (Elbasan, 6 juli 1996) is een Albanees voetballer. Hij is een aanvaller en tekende in april 2018 een contract bij RSC Anderlecht.

## Clubcarrière
Kristal Abazaj werd in 1996 geboren in Elbasan en voetbalde in de jeugd voor onder meer Dinamo Tirana en Partizan Tirana. In september 2015 maakte hij de overstap naar KF Elbasani, waar hij een jaar later zijn debuut maakte in het eerste elftal. In juli 2016 mocht hij testen bij Luftëtari Gjirokastër, dat net naar de hoogste divisie was gepromoveerd. Een maand later tekende hij bij de club een contract. Op de eerste speeldag van de Kategoria Superiore maakte hij tegen zijn ex-club Partizan Tirana zijn debuut voor Luftëtari. Hij groeide bij de Albanese club meteen uit tot een vaste waarde.
In januari 2018 tekende hij een contract voor twee seizoenen bij Skënderbeu Korçë, waarna hij het seizoen afmaakte bij Luftëtari. Enkele maanden later tekende de 21-jarige aanvaller een contract bij RSC Anderlecht.

## Statistieken[4]
| Seizoen | Club                  | Land             | Competitie          | Competitie | Competitie | Beker | Beker | Supercup | Supercup | Europees | Europees | Totaal | Totaal |
| Seizoen | Club                  | Land             | Competitie          | Wed.       | Dlp.       | Wed.  | Dlp.  | Wed.     | Dlp.     | Wed.     | Dlp.     | Wed.   | Dlp.   |
| ------- | --------------------- | ---------------- | ------------------- | ---------- | ---------- | ----- | ----- | -------- | -------- | -------- | -------- | ------ | ------ |
| 2015/16 | KF Elbasani           | Vlag van Albanië | Kategoria e Parë    | 13         | 7          | 0     | 0     | —        | —        | —        | —        | 13     | 7      |
| 2016/17 | Luftëtari Gjirokastër | Vlag van Albanië | Kategoria Superiore | 33         | 3          | 2     | 0     | —        | —        | —        | —        | 35     | 3      |
| 2017/18 | Luftëtari Gjirokastër | Vlag van Albanië | Kategoria Superiore | 35         | 13         | 3     | 0     | —        | —        | —        | —        | 38     | 13     |
| 2018/19 | RSC Anderlecht        | Vlag van België  | Jupiler Pro League  | 1          | 0          | 0     | 0     | —        | —        | 0        | 0        | 1      | 0      |
| 2018/19 | → NK Osijek           | Vlag van Kroatië | 1. HNL              | 0          | 0          | 0     | 0     | —        | —        | 0        | 0        | 0      | 0      |
| TOTAAL  | TOTAAL                | TOTAAL           | TOTAAL              | 82         | 23         | 5     | 0     | 0        | 0        | 0        | 0        | 87     | 23     |

## Interlandcarrière
Abazaj speelde op 29 mei 2018 zijn eerste interland voor Albanië, tegen Kosovo. Hij verving Emanuele Ndoj na de rust.

### Gespeelde interlands
| Interlands van Kristal Abazaj voor Albanië | Interlands van Kristal Abazaj voor Albanië | Interlands van Kristal Abazaj voor Albanië | Interlands van Kristal Abazaj voor Albanië | Interlands van Kristal Abazaj voor Albanië | Interlands van Kristal Abazaj voor Albanië | Interlands van Kristal Abazaj voor Albanië |
| №                                          | Datum                                      | Wedstrijd                                  | Uitslag                                    | Soort wedstrijd                            | Doelpunten                                 |                                            |
| Als speler van Luftëtari Gjirokastër       | Als speler van Luftëtari Gjirokastër       | Als speler van Luftëtari Gjirokastër       | Als speler van Luftëtari Gjirokastër       | Als speler van Luftëtari Gjirokastër       | Als speler van Luftëtari Gjirokastër       |                                            |
| ------------------------------------------ | ------------------------------------------ | ------------------------------------------ | ------------------------------------------ | ------------------------------------------ | ------------------------------------------ | ------------------------------------------ |
| 1                                          | 29 mei 2018                                | Albanië – Kosovo                           | 0 – 3                                      | Vriendschappelijk                          |                                            |                                            |

Bijgewerkt op 26 juni 2018